# Everything (It's you)
『Everything (It's you)』（エヴリシング イッツ・ユー）は、日本のバンド・Mr.Childrenによる13枚目のシングル。1997年2月5日にトイズファクトリーより発売された。

## 概要
前作『マシンガンをぶっ放せ -Mr.Children Bootleg-』から約半年ぶりのシングルで、突如発表された活動休止の直前に発売された。デビュー・アルバム『EVERYTHING』と直接の関連こそないものの、桜井和寿はタイトルについてデビュー・アルバムに再び戻れた、ひと回りした気分だったと語っている。アートディレクターは信藤三雄。
この頃から作詞・作曲クレジットに「Kazutoshi Sakurai」、または「KAZUTOSHI SAKURAI」の表記が多くなっている。
メンバーはこの頃が一番長髪だったとのこと。

## チャート成績
オリコンチャートでは初週60.2万枚、累計売上は121.7万枚。11thシングル『花 -Mémento-Mori-』以来、2作ぶり通算9作目のシングルミリオンセラーを達成。

## 収録曲
| 全作詞・作曲: 桜井和寿、全編曲: 小林武史 & Mr.Children。 |                           |          |            |      |
| #                                                        | タイトル                  | 作詞     | 作曲・編曲 | 時間 |
| 1.                                                       | 「Everything (It's you)」 | 桜井和寿 | 桜井和寿   | 5:23 |
| 2.                                                       | 「デルモ」                | 桜井和寿 | 桜井和寿   | 5:24 |
| 合計時間:                                                | 合計時間:                 | 10:47    |            |      |

## 楽曲解説
1. Everything (It's you)
  - 日本テレビ系ドラマ『恋のバカンス』主題歌。
  - 仮タイトルは「エアロ」[2][3]。「TOUR Atomic Heart」終了直後に曲を多数制作していた時期、以前は然程興味のなかったハードロックに突如目覚めた桜井曰く「文化系というより体育会系な気持ち」で作曲された[2]。
  - 間奏のギターソロでは前半を田原健一、後半を桜井が弾いている[2]。
  - 坪倉唯子がコーラスとして参加している。
  - タイトルはエンディングのコーラス部分から名付けられ、当初からこのような大きいスケールへのアレンジが決定していたという[4]。
  - サビでは「STAY」を筆頭に韻が踏まれているが、桜井曰く「"STAY"ということばの響きがすごくいいからそれと何をかけようかなぁっていう。で、韻を踏んでくうちにどんどんできていったんです（笑）」と語っている[4]。
  - ミュージック・ビデオが制作され、1997年4月25日発売のビデオ・クリップ集『music clips ALIVE』、2018年3月21日発売のライブ・ビデオ『Mr.Children DOME & STADIUM TOUR 2017 Thanksgiving 25』に収録されている。監督は中野裕之。
  - 2021年9月18日 - 19日に大阪城ホールで行われた『B'z presents UNITE #01』にて、B'zと本曲をコラボレーションした[5]。
2. デルモ
  - 桜井曰く「雨のち晴れ」に続く職業シリーズ第2弾[6]。
  - 歌詞に「おりも政夫」が登場する。
  - 桜井は寝ながら歌詞を書いたらしく[7]、女性の観点に立ってモデル稼業の現実と苦悩を歌っている。そのため、桜井の歌詞には珍しく「私」という単語が使用されている。
  - 桜井は「デルモに置き換えて自分のことを歌ってるところもけっこうありますからね」と語っており、1番のBメロは桜井の心情が反映されているとのこと[4]。
  - 元々世に出すつもりはなく遊びで作っていた曲だったが、終盤の歌詞を付け加えたところ周りの評判が良かったという。また、元々はハウス風のアレンジだったとのこと[4]。
  - レコーディング当初はレゲエのようなアレンジだったもののしっくり来ず、その翌日に桜井の提案でジャミロクワイを意識しながらレコーディングし直した[7]。
  - 表題曲に続き、コーラスに坪倉唯子が参加している[8]。
  - ライブツアーとしては、2012年に『MR.CHILDREN TOUR POPSAURUS 2012』で初披露された。

## テレビ出演
| 番組名                   | 日付          | 放送局     | 演奏曲 |
| ------------------------ | ------------- | ---------- | --- |
| ミュージックステーション | 1997年2月7日  | テレビ朝日 | Everything (It's you) |
| COUNT DOWN TV            | 1997年2月8日  | TBS        | Everything (It's you) |
| HEY!HEY!HEY! MUSIC CHAMP | 1997年2月10日 | フジテレビ | Everything (It's you) |
| FAN                      | 1997年2月14日 | 日本テレビ | Everything (It's you) ALIVE everybody goes -秩序のない現代にドロップキック-                                                           |
| HEY!HEY!HEY! MUSIC CHAMP | 1997年3月17日 | フジテレビ | Tomorrow never knows everybody goes -秩序のない現代にドロップキック- シーソーゲーム 〜勇敢な恋の歌〜 名もなき詩 Everything (It's you) |

## ライブ映像作品
Everything (It's you)
| 作品名                                               |
| ---------------------------------------------------- |
| regress or progress '96-'97 tour final IN TOKYO DOME |
| Mr.Children TOUR '99 DISCOVERY                       |
| Mr.Children Tour 2004 シフクノオト                   |
| Mr.Children / Split The Difference                   |
| MR.CHILDREN TOUR POPSAURUS 2012                      |
| Mr.Children REFLECTION｛Live&Film｝                  |
| miss you LIVE                                        |

デルモ
| 作品名                          |
| ------------------------------- |
| MR.CHILDREN TOUR POPSAURUS 2012 |

## 収録アルバム
- 『BOLERO』 (#1)
- 『1/42』 (#1)(Liveバージョン)
- 『Mr.Children 1996-2000』 (#1)
- 『Mr.Children 1992-2002 Thanksgiving 25』 (#1)
- 『B-SIDE』 (#2)